# Тетово (община)
Тетово (макед. Општина Тетово) — община в Северной Македонии. Расположена на северо-западе страны. Население составляет 86 580 человек (2002 год).
Административный центр — село Тетово.
Площадь территории общины 261,89 км².
Этническая структура населения в общине по переписи 2002 года:
- албанцы — 60 886 чел. (70,3%);
- македонцы — 20 053 чел. (23,2%);
- цыгане — 2 357 чел. (2,7%)
- турки — 1 882 чел. (2,2%);
- сербы — 604 чел. (0,7%);
- боснийцы — 156 чел. (0,2%);
- остальные — 642 чел. (0,7%)